# Алмайра
Алмайра (англ. Almyra) — город, расположенный в округе Арканзас (штат Арканзас, США) с населением в 319 человек по статистическим данным переписи 2000 года.

## География
По данным Бюро переписи населения США, город Алмайра имеет общую площадь в 1,04 квадратных километров, водных ресурсов в черте населённого пункта не имеется.
Город Алмайра расположен на высоте 62 метра над уровнем моря.

## Демография
По данным переписи населения 2000 года в Алмайре проживало 319 человек, 93 семьи, насчитывалось 124 домашних хозяйств и 138 жилых домов. Средняя плотность населения составляла около 319 человек на один квадратный километр. Расовый состав Алмайры по данным переписи распределился следующим образом: 98,12 % белых, 1,88 % — чёрных или афроамериканцев.
Из 124 домашних хозяйств в 33,9 % — воспитывали детей в возрасте до 18 лет, 66,9 % представляли собой совместно проживающие супружеские пары, в 5,6 % семей женщины проживали без мужей, 25,0 % не имели семей. 21,0 % от общего числа семей на момент переписи жили самостоятельно, при этом 8,9 % составили одинокие пожилые люди в возрасте 65 лет и старше. Средний размер домашнего хозяйства составил 2,57 человек, а средний размер семьи — 2,95 человек.
Население города по возрастному диапазону по данным переписи 2000 года распределилось следующим образом: 22,6 % — жители младше 18 лет, 10,7 % — между 18 и 24 годами, 31,0 % — от 25 до 44 лет, 23,8 % — от 45 до 64 лет и 11,9 % — в возрасте 65 лет и старше. Средний возраст жителей составил 36 лет. На каждые 100 женщин в Алмире приходилось 109,9 мужчин, при этом на каждые сто женщин 18 лет и старше приходилось 105,8 мужчин также старше 18 лет.
Средний доход на одно домашнее хозяйство в городе составил 33 125 долларов США, а средний доход на одну семью — 39 688 долларов. При этом мужчины имели средний доход в 28 571 доллар США в год против 20 938 долларов среднегодового дохода у женщин. Доход на душу населения в городе составил 19 729 долларов в год. 10,8 % от всего числа семей в округе и 10,6 % от всей численности населения находилось на момент переписи населения за чертой бедности, при этом 11,1 % из них были моложе 18 лет и 7,8 % — в возрасте 65 лет и старше.